# Szczypkowice
Szczypkowice (kaszb. Szczëpkòjce lub też Szczepkòjce, niem. Zipkow) – wieś w Polsce położona w województwie pomorskim, w powiecie słupskim, w gminie Główczyce.
W latach 1975–1998 miejscowość administracyjnie należała do województwa słupskiego.

## Nazwa
Nazwa, wzmiankowana po raz pierwszy w 1469 w formie Cappekeuitze, ma pochodzenie słowiańskie i charakter patronimiczny. Powstała przez dodanie do nazwy osobowej Szczypek formantu -owice. Friedrich Lorentz odnotował formę nazwy w lokalnych gwarach słowińskich: Ščĭpkɵ̀·i̯cä wraz z nazwami mieszkańców: Ščĭpkɵ̀·i̯čȯu̯n, Ščĭpkɵ̀·i̯čȯu̯nkă „szczypkowiczanin, szczypkowiczanka”. Niemiecka nazwa Zipkow jest adaptacją fonetyczną pierwotnej nazwy słowiańskiej ze skróceniem formantu (dokumenty poświadczają także formę Zipkewitz).
Rada Języka Kaszubskiego proponuje kaszubską formę nazwy Szczëpkòwice.